# Червеноглава пиранга
Червеноглавата пиранга (Piranga ludoviciana) е вид птица от семейство Кардиналови (Cardinalidae).

## Разпространение
Видът е разпространен в Бахамските острови, Белиз, Гватемала, Канада, Коста Рика, Куба, Мексико, Никарагуа, Панама, Салвадор, САЩ, Търкс и Кайкос и Хондурас.